# Bruce Wagner
Pour les articles homonymes, voir Wagner.
Bruce Wagner (né le 20 mars 1954  à Madison dans le Wisconsin, aux États-Unis) est un acteur, producteur, réalisateur et scénariste américain.

## Filmographie partielle

### Comme acteur
- 1985 : Head Office : Al Kennedy
- 1986 : One Crazy Summer : Uncle Frank
- 1987 : Les Aventures de Beans Baxter (The New Adventures of Beans Baxter) (série télévisée) : Vlodia
- 1987 : Stranded : Reporter
- 1988 : Mortuary Academy (en) de Michael Schroeder : Schuyler
- 1989 : How I Got Into College : A
- 1989 : Scenes from the Class Struggle in Beverly Hills : Dinner guest
- 1989 : Lectures diaboliques (I, Madman) : Pianist
- 1989 : Shocker : Executioner
- 1990 : Night Visions (TV) : Agent

### Comme scénariste
- 1987 : Freddy 3 - Les griffes du cauchemar (A Nightmare on Elm Street 3: Dream Warriors)
- 1989 : Scenes from the Class Struggle in Beverly Hills
- 1993 : Wild Palms (série télévisée)
- 1995 : White Dwarf (TV)
- 2014 : Maps to the Stars de David Cronenberg

### Comme producteur
- 1989 : Scenes from the Class Struggle in Beverly Hills
- 1993 : Wild Palms (série télévisée)
- 1995 : White Dwarf (TV)

### Comme réalisateur
- 1998 : I'm Losing You
- 2001 : Women in Film